# Liste der Baudenkmale in Sauensiek
In der Liste der Baudenkmale in Sauensiek sind alle Baudenkmale der niedersächsischen Gemeinde Sauensiek aufgelistet. Die Quelle der  Baudenkmale ist der Denkmalatlas Niedersachsen. Der Stand der Liste ist der 2. November 2020.

## Allgemein
In den Spalten befinden sich folgende Informationen:
- Lage: die Adresse des Baudenkmales und die geographischen Koordinaten. Kartenansicht, um Koordinaten zu setzen. In der Kartenansicht sind Baudenkmale ohne Koordinaten mit einem roten Marker dargestellt und können in der Karte gesetzt werden. Baudenkmale ohne Bild sind mit einem blauen Marker gekennzeichnet, Baudenkmale mit Bild mit einem grünen Marker.
- Bezeichnung: Bezeichnung des Baudenkmales
- Beschreibung: die Beschreibung des Baudenkmales. Unter § 3 Abs. 2 NDSchG werden Einzeldenkmale und unter § 3 Abs. 3 NDSchG Gruppen baulicher Anlagen und deren Bestandteile ausgewiesen.
- ID: die Objekt-ID des Baudenkmales
- Bild: ein Bild des Baudenkmales, ggf. zusätzlich mit einem Link zu weiteren Fotos des Baudenkmals im Medienarchiv Wikimedia Commons. Wenn man auf das Kamerasymbol klickt, können Fotos zu Baudenkmalen aus dieser Liste hochgeladen werden:

## Sauensiek

### Einzelbaudenkmale
| Lage                                         | Bezeichnung               | Beschreibung | ID       | Bild |
| -------------------------------------------- | ------------------------- | --- | -------- | ---- |
| Bockhorst 12 53° 20′ 52″ N, 9° 34′ 3″ O      | Wohn-/ Wirtschaftsgebäude | Hallenhaus aus Fachwerk mit Backsteinausfachung, unter reetgedecktem Halbwalmdach. Errichtet 1747 (d). | 30927462 |      |
| Hauptstraße 2 53° 22′ 47″ N, 9° 35′ 47″ O    | Wohn-/ Wirtschaftsgebäude | Vierständerbau aus Fachwerk in engmaschigem Gitternetz; unter Satteldach in Reetdeckung, am Wohnende mit Walm. Errichtet Mitte des 19. Jahrhunderts. | 30927500 |      |
| Hauptstraße 12 53° 22′ 51″ N, 9° 35′ 51″ O   | Wohn-/ Wirtschaftsgebäude | Zweiständerbau in Fachwerk mit Backsteinausfachung, unter Satteldach in Reetdeckung, am Wohnende mit Vollwalm. Errichtet als Kate zu Beginn des 19. Jahrhunderts, nördlicher Anbau in Fachwerk nachträglich angefügt. | 30927517 |      |
| Im Dorfe 27 53° 22′ 48″ N, 9° 36′ 6″ O       | Wohnhaus                  | Zweigeschossiger Backsteinbau, direkt angebaut an ein Wirtschaftsgebäude. Unter Krüppelwalmdach in Ziegeldeckung, mittiger Risalit in der südwestlichen Längsfassade. Mit dreibogigem Eingang mit hellen Säulen an der östlichen Hausecke, ähnlich gestaltete Fensterrahmungen. Erbaut 1912 (i), vermutlich beeinflusst durch die Buxtehuder Bauschule; das Innere im Wohnbereich unverändert überkommen. | 30927554 |      |
| Im Dorfe 41 53° 22′ 55″ N, 9° 36′ 15″ O      | Wohnhaus                  | Eingeschossiger Backsteinbau in Anlehnung an das traditionelle Hallenhaus mit hervorgehobener Eingangsfassade in symmetrischen Formen. Unter Satteldach in Ziegeldeckung. Dreibogiges Eingangsportal mit hellen Säulen, ähnlich gestaltete Fensterrahmungen. Erbaut 1914 (i). | 30927595 |      |
| Hinterm Hollen 9 53° 22′ 48″ N, 9° 36′ 20″ O | Wohnhaus                  | Eingeschossiger Backsteinbau in Anlehnung an das traditionelle Hallenhaus mit hervorgehobener Eingangsfassade in symmetrischen Formen. Unter Satteldach in Ziegeldeckung. Dreibogiges Eingangsportal mit hellen Säulen, ähnlich gestaltete Fensterrahmungen. Erbaut 1913 (i). | 30927534 |      |